# 連星系の居住可能性

1つの惑星がSタイプの軌道上にあり、もう1つの惑星がPタイプの軌道上にある連星系の概略図。

連星系の居住可能性（れんせいけいのきょじゅうかのうせい）では、連星系に属する恒星の周囲を公転している太陽系外惑星における居住可能性について述べる。このような惑星は、地球外生命を保持するための候補となる可能性がある。連星系の居住可能性は、様々な情報源からの多くの要因によって決定される。典型的な推定では、多くの場合、すべての星系の50%以上が連星系であることが示唆されている。大きくて明るい恒星は連星である傾向があり、これらは最も簡単に観測およびカタログ化されるため、これは部分的にサンプルの偏りが原因である可能性がある。より正確な分析では、より一般的な暗い恒星は通常連星ではなく、したがってすべての恒星系の最大3分の2が連星ではなく単一の恒星であることを示唆している。
連星内の互いの恒星の間隔は、1天文単位（au、「平均的な」地球から太陽までの距離）未満から数百天文単位である可能性がある。後者の場合、重力の影響は、適度な距離で主星の周囲を公転する惑星では無視でき、軌道離心率が非常に高くない限り、居住可能性は損なわれない（例えば、ネメシスを参照）。実際には、一部の軌道範囲は動的な理由で不可能である（惑星は比較的迅速に軌道から追い出され、惑星系から完全に離脱するか、より内側または外側の軌道範囲に移動する）。一方、他の軌道は、軌道の様々な部分で表面温度が極端に変動する可能性があるため、最終的な生物圏にとって深刻な課題となる。別の恒星との分離が惑星の距離にかなり近い場合、安定した軌道は不可能かもしれない。
2つの恒星が存在する連星系のうち1つの恒星だけの周囲を公転する惑星は「Sタイプ」の軌道を持っていると言われているが、両方の恒星の周囲を公転する惑星は「Pタイプ」または「周連星」の軌道を持っている。連星の50~60%は、安定した軌道範囲内で居住可能な地球型惑星を保持できると推定されている。

## 非周連星惑星（Sタイプ）
非周連星惑星では、惑星の主星までの距離が他の恒星に最も接近する距離の約5分の1を超える場合、軌道の安定性は保証されない。重力が惑星の形成を妨げる可能性があることを考えると、惑星が連星系内で形成されるかどうかは長い間不明であった。カーネギー研究所のアラン・ボスによる理論的研究は、巨大ガス惑星が連星の周囲に単一の恒星と同じように形成できることを示した。
太陽に最も近い恒星系であるケンタウルス座アルファ星の研究は、居住可能な惑星の探索において連星系であることを考慮する必要がないことを示唆した。ケンタウルス座アルファ星AとBは、最も近い接近で11天文単位（平均23天文単位）であり、どちらも安定したハビタブルゾーンを持っている。ケンタウルス座アルファ星系内のシミュレートされた惑星の長期軌道安定性の研究は、いずれかの恒星から約3天文単位以内の惑星が安定したままである可能性があることを示している（つまり、軌道長半径のずれが5%未満）。ケンタウルス座アルファ星Aのハビタブルゾーンは控えめに見積もっても1.37~1.76天文単位、ケンタウルス座アルファ星Bのハビタブルゾーンは0.77~1.14天文単位に広がり、どちらの場合も安定領域内にある。

## 周連星惑星（Pタイプ）
周連星惑星の場合、主星からの惑星の距離が恒星から恒星までの距離よりも大幅に大きい場合にのみ、軌道の安定性が保証される。
最小の安定した恒星から周連星惑星への分類は、連星の分離の約2~4倍、または公転周期は連星の周期の約3~8倍である。すべてのケプラー宇宙望遠鏡によって発見された周連星惑星の最も内側の惑星は、この半径の近くを公転していることが判明した。惑星には、この臨界半径の1.09~1.46倍の間にある軌道長半径がある。その理由は移動が臨界半径の近くで非効率になり、惑星をこの半径のすぐ外側に残すためである可能性がある。例えば、ケプラー47cは、ケプラー47系の周連星のハビタブルゾーンにある巨大ガス惑星である。
地球のような惑星が周連星のハビタブルゾーンで形成または周連星のハビタブルゾーンに移動する場合、連星との動的および放射相互作用にもかかわらず、それらは表面で液体の水を維持することができる。
2連星および3連星内のSタイプおよびPタイプ軌道の安定性の限界は、恒星および惑星の順行および逆行運動の両方について、軌道特性の関数として確立されている。